# Comuna Gogoșu, Mehedinți
Gogoșu este o comună în județul Mehedinți, Oltenia, România, formată din satele Balta Verde, Burila Mică, Gogoșu (reședința) și Ostrovu Mare.
Gogoșu, în secolul XIX a purtat și denumirea de Gogoși, de la faptul că localitatea se învecina cu o pădure de stejari, care producea niște sferule numite de tăbăcarii de la Cerneți gogoși, ele fiind folosite la extragerea unor tananți naturali pentru tăbăcitul pieilor. Localitatea este atestată documentar în anul 1607, când jumătate din sat aparținea marelui paharnic Stanciu. Satul, din cauza ciumei din 1813, s-a mutat mai spre est, pe amplasamentul actual.
În centrul satului este amplasată biserica cu hramul Sf. Dumitru, construită în perioada 1856-1859.

## Demografie
Componența etnică a comunei Gogoșu
     Români (55,78%)
     Romi (30,28%)
     Alte etnii (0,08%)
     Necunoscută (13,86%)
Componența confesională a comunei Gogoșu
     Ortodocși (82,89%)
     Penticostali (2,97%)
     Alte religii (0,2%)
     Necunoscută (13,94%)
Conform recensământului efectuat în 2021, populația comunei Gogoșu se ridică la 3.910 locuitori, în creștere față de recensământul anterior din 2011, când fuseseră înregistrați 3.799 de locuitori. Majoritatea locuitorilor sunt români (55,78%), cu o minoritate de romi (30,28%), iar pentru 13,86% nu se cunoaște apartenența etnică. Din punct de vedere confesional, majoritatea locuitorilor sunt ortodocși (82,89%), cu o minoritate de penticostali (2,97%), iar pentru 13,94% nu se cunoaște apartenența confesională.

## Politică și administrație
Comuna Gogoșu este administrată de un primar și un consiliu local compus din 13 consilieri. Primarul, Jean Rogoveanu[*], de la Partidul Social Democrat, este în funcție din 2012. Începând cu alegerile locale din 2024, consiliul local are următoarea componență pe partide politice:
|  | Partid                    | Consilieri | Componența Consiliului | Componența Consiliului | Componența Consiliului | Componența Consiliului | Componența Consiliului | Componența Consiliului | Componența Consiliului | Componența Consiliului | Componența Consiliului |
|  | ------------------------- | ---------- | ---------------------- | ---------------------- | ---------------------- | ---------------------- | ---------------------- | ---------------------- | ---------------------- | ---------------------- | ---------------------- |
|  | Partidul Social Democrat  | 9          |                        |                        |                        |                        |                        |                        |                        |                        |                        |
|  | Partidul Național Liberal | 4          |                        |                        |                        |                        |                        |                        |                        |                        |                        |